# 韋特莫爾 (科羅拉多州)
韋特莫爾（英語：Wetmore）是位於美國科羅拉多州卡斯特縣的一個非建制地區。該地的面積和人口皆未知。

## 地理
韋特莫爾的座標為38°14′16″N 105°05′04″W / 38.23778°N 105.08444°W，而該地的平均海拔高度為1855米（即6086英尺）。